# کالتن‌کیرشه
شهر کالتن‌کیرشه (به آلمانی: Kaltenkirchen) در ایالت اشلسویگ-هل‌اشتاین در کشور آلمان واقع شده‌است.